# ديفيد رايت (كاتب)
ديفيد رايت (بالإنجليزية: David Wright)‏ هو محاضر ‏ وكاتب أمريكي، ولد في 1964.